# Кропивник (пам'ятка природи)
Кропи́вник — ботанічна пам'ятка природи місцевого значення в Україні. Об'єкт природно-заповідного фонду Івано-Франківської області. 
Розташована в межах Калуського району Івано-Франківської області, на захід від села Кропивник. 
Площа 2,8 га. Статус надано згідно з рішенням облдержадміністрації від 17.07.1996 року № 451. Перебуває у віданні ДП «Вигодський держлісгосп» (Мізунське л-во, кв. 7, вид. 4, 7). 
Статус надано для збереження частини лісового масиву з еталонними ялицево-буково-смерековими насадженнями за участю берези бородавчастої та домішкою дуба червоного. Також зростає сосна кедрова європейська (занесена до Червоної книги України). 